# The 25th Hour
The 25th Hour è il quinto album in studio della power metal/progressive metal band Vision Divine, uscito il 25 giugno 2007 sotto etichetta Scarlet Records ed è il loro terzo concept album. È il primo album registrato con l'attuale tastierista Alessio Lucatti, il batterista Alessandro Bissa "Bix" ed il bassista Cristiano Bertocchi, nonché l'ultimo album registrato con Michele Luppi alla voce.

## Il disco
Questo concept è la continuazione della storia di Stream of Consciousness, nel quale il protagonista entrò in un vortice di pazzia pur di venire a conoscenza del vero significato della vita. The 25th Hour si svolge 40 anni dopo la fine di Stream, il protagonista è sempre più disperato e solo (viene anche abbandonato dal suo fidato angelo custode che era rimasto con lui per tutto questo tempo), per la prima volta dopo tutti questi anni ha dei momenti di lucidità e viene in contatto con degli spiriti (la cui esistenza passata è in qualche modo collegata alla sua) che gli faranno ritrovare se stesso. Questo processo rischierà di portarlo nuovamente al suicidio, ma prima che questo si compia, Dio decide di fermarlo facendolo morire di morte naturale e dandogli così la possibilità di trovare la pace eterna, salendo in Paradiso.

## Tracce
1. My Angel Died - 0:53
2. The 25th Hour - 5:34
3. Out of a Distant Night (Voices) - 5:29
4. Alpha & Omega - 5:49
5. Eyes of a Child - 4:59
6. The Daemon You Hide - 4:50
7. Waiting for the Dawn - 1:48
8. Essence of Time - 4:43
9. A Perfect Suicide - 5:21
10. Heaven Calling - 3:39
11. Ascension - 2:15
12. Another Day (cover dei Dream Theater inclusa nella versione giapponese del disco)

## Formazione
- Olaf Thorsen - chitarre
- Michele Luppi - voce
- Cristiano Bertocchi - basso
- Federico Puleri - chitarre
- Alessio Lucatti - tastiere
- Alessandro Bissa "Bix" - batteria